# Nor Kharberd
Nor Kharberd ou Nor Kharbert (en arménien Նոր Խարբերդ) est une communauté rurale du marz d'Ararat en Arménie. En 2008, elle compte 6 059 habitants.